# Pasqual de Toledo
Pasqual va ser un religiós que va ser arquebisbe de Toledo entre 1058 i 1080.
Pel que al llistat d'arquebisbes, el Còdex Emilianense acaba el catàleg de titulars amb Joan I fins a la conquesta de la ciutat per Alfons VI de Lleó, tanmateix van continuar succeint-se els titulars. Present al regne de Lleó, consta al Tumbo de León que va ser consagrat a la capital el 1058 com a arquebisbe de Toledo confirmat per diversos bisbes. L'elecció i el nomenament van haver de fer-se de la mà de Ferran I de Lleó, que aleshores tenia com a tributari al rei de la taifa de Toledo. Simonet esmenta que, en no haver-hi gaires notícies sobre ell, potser només va ser-ne titular i no va residir mai a la diòcesi. Un document de l'any 1077 esmenta encara l'existència de Pasqual ostentant el càrrec d'arquebisbe. Va ser amb seguretat el darrer de la dominació musulmana, no devia sobreviure gaires anys més, doncs el 1085 és conquerida la ciutat pels cristians i aleshores la cadira toledana vacava, especula Flórez que potser va morir durant el setge de la ciutat i els mossàrabs, amb l'esperança que els cristians tinguessin èxit, no van escollir successor.